# Sphaeriodesmus nodulosus
Sphaeriodesmus nodulosus är en mångfotingart som beskrevs av Kraus 1954. Sphaeriodesmus nodulosus ingår i släktet Sphaeriodesmus och familjen Sphaeriodesmidae. Inga underarter finns listade i Catalogue of Life.